# エマ・ティリンジャー・コスコフ
エマ・ティリンジャー・コスコフ（Emma Tillinger Koskoff, 1972年 - ）は、アメリカ合衆国の映画プロデューサーである。マーティン・スコセッシとのコラボレーションで知られる。
アカデミー賞作品賞には『ウルフ・オブ・ウォールストリート』、『アイリッシュマン』、『ジョーカー』（2019年）の3作品でノミネート経験がある。

## 生い立ちとキャリア
両親は共に俳優のジョン・ティリンジャーとドロシー・ライマンである。父方の祖父はドイツ系ユダヤ人である。
アーティスト・マネジメント・グループでキャリアが始まり、共同設立者のリック・ヨーンの下で働く。彼女は女優のユマ・サーマンや映画監督のフィル・ジョアノーのアシスタントとして働き、その後はテッド・デミの助手となって彼の作品『ブロウ』と『アメリカン・ニューシネマ 反逆と再生のハリウッド史』に携わった。
2003年1月のマーティン・スコセッシの製作会社であるシケリア・プロダクションズに入社する。当初はスコセッシの助手であったが、2006年に製作社長に昇進した。
2013年のスコセッシの映画『ウルフ・オブ・ウォールストリート』により、スコセッシ、レオナルド・ディカプリオ、ジョーイ・マクファーランドと共に第86回アカデミー賞作品賞にノミネートされた。2019年4月の『ハリウッド・リポーター』ではスコセッシと共にニューヨークで働く彼女の記事が掲載された。
2019年にはトッド・フィリップス監督の『ジョーカー』とスコセッシの『アイリッシュマン』が公開され、両作品によって彼女は第92回アカデミー賞作品賞にノミネートされた。

## フィルモグラフィ

### 映画
- ディパーテッド The Departed (2006) アソシエイトプロデューサー
- シャッター アイランド Shutter Island (2010) 共同プロデューサー
- ヒューゴの不思議な発明 Hugo (2011) 製作総指揮
- ウルフ・オブ・ウォールストリート The Wolf of Wall Street (2013) 製作
- Bad Hurt (2015) 製作
- ビニー/信じる男 Bleed for This (2016) 製作
- フリー・ファイヤー Free Fire (2016) 製作総指揮
- 沈黙 -サイレンス- Silence (2016) 製作
- チャンブラにて（英語版） A Ciambra (2017) 製作総指揮
- Drôle de père (2017) 製作総指揮
- スノーマン 雪闇の殺人鬼 The Snowman (2017) 製作総指揮
- Tomorrow (2018) 製作総指揮
- The Souvenir (2019) 製作総指揮
- Port Authority (2019) 製作総指揮
- Vault (2019) 製作総指揮
- ジョーカー Joker (2019) 製作
- アイリッシュマン The Irishman (2019) 製作
- アンカット・ダイヤモンド Uncut Gems (2019) 製作総指揮
- The Souvenir Part II (TBA) 製作総指揮
- Bastard (TBA) 製作総指揮
- Roosevelt (TBA) 製作総指揮

### テレビシリーズ
- ボードウォーク・エンパイア 欲望の街 Boardwalk Empire (2010) アソシエイトプロデューサー（計1話）
- VINYL-ヴァイナル- Sex,Drugs,Rock'n'Roll&NY（英語版） Vinyl (2016) 製作総指揮
- An Afternoon with SCTV (TBA) 製作総指揮

## 受賞とノミネート
| 賞                       | 年   | 部門                           | 作品名                                                        | 結果       |
| ------------------------ | ---- | ------------------------------ | ------------------------------------------------------------- | ---------- |
| アカデミー賞             | 2013 | 作品賞                         | ウルフ・オブ・ウォールストリート                              | ノミネート |
| アカデミー賞             | 2019 | 作品賞                         | アイリッシュマン                                              | ノミネート |
| アカデミー賞             | 2019 | 作品賞                         | ジョーカー                                                    | ノミネート |
| 英国アカデミー賞         | 2019 | 作品賞                         | アイリッシュマン                                              | ノミネート |
| 英国アカデミー賞         | 2019 | 作品賞                         | ジョーカー                                                    | ノミネート |
| プライムタイム・エミー賞 | 2012 | ノンフィクション・スペシャル賞 | ジョージ・ハリスン/リヴィング・イン・ザ・マテリアル・ワールド | 受賞       |
| 全米製作者組合賞         | 2013 | 劇場映画賞                     | ウルフ・オブ・ウォールストリート                              | ノミネート |
| 全米製作者組合賞         | 2019 | 劇場映画賞                     | アイリッシュマン                                              | ノミネート |
| 全米製作者組合賞         | 2019 | 劇場映画賞                     | ジョーカー                                                    | ノミネート |